# Dzwonkówka ciemnoniebieska
Dzwonkówka ciemnoniebieska (Entoloma cyanulum (Lasch) Noordel.) – gatunek grzybów z rodziny dzwonkówkowatych (Entolomataceae).

## Systematyka i nazewnictwo
Pozycja w klasyfikacji według Index Fungorum: Entoloma, Entolomataceae, Agaricales, Agaricomycetidae, Agaricomycetes, Agaricomycotina, Basidiomycota, Fungi.
Po raz pierwszy opisał go w 1829 r. Wilhelm Gottlob Lasch, nadając mu nazwę Agaricus cyanulus. W 1984 r. Machiel Evert Noordeloos przeniósł go do rodzaju Entoloma. Niektóre inne synonimy:
- Leptonia lampropus var. cyanulus (Lasch) Rea 1922
- Rhodophyllus cyanulus (Lasch) J.E. Lange 1936

Polską nazwę zarekomendował Władysław Wojewoda w 2003 r.

## Morfologia
Kapelusz
Średnica 4–10 mm, początkowo stożkowaty lub półkulisty z podgiętym brzegiem, następnie wypukły, z tępym środkiem lub z małym garbkiem, rzadko lekko zagłębiony, nigdy pępówkowaty. Jest słabo higrofaniczny; w stanie wilgotnym głęboko prześwitujący i prążkowany do środka, szaroniebieski, fioletowoniebieski lub fioletowobrązowy, jaśniejszy między prążkami i na brzegu, w stanie suchym blady i nieprzezroczysty, promieniście włókienkowaty, prawie nagi, drobnoziarnisty do drobnego łuskowatego tylko w środku.
Blaszki
L = 15–20, l= 1–3, dość rzadkie, wąsko przyrośnięte do prawie wolnych, brzuchate, początkowo białe, następnie różowe. Ostrza tej samej barwy, równe.
Trzon
Wysokość 15–65 mm, grubość 0,5–21 mm, cylindryczny, czasami z lekko poszerzoną lub bulwiastą podstawą. Powierzchnia gładka, błyszcząca, ciemnoniebieska lub szaroniebieska, gładki, u podstawy białawo owłosiona.
Miąższ
Niebieski, bez wyraźnego zapachu i smaku.
Cechy mikroskopowe
Zarodniki 10–15,5(–16,0) × 6,5–11 µm, Q = 1,2–2, 6-9 kątne w widoku z boku. Podstawki 4-zarodnikowe, bez sprzążek. Brzeg blaszki jałowy. Cheilocystydy 20–70 × 5–20 µm, cylindryczne do maczugowatych, czasami z brązowym, wewnątrzkomórkowym pigmentem. Skórka kapelusza zbudowana z napęczniałych strzępek o szerokości 5–15 µm, ku środkowi przejście między typem cutis a trichoderma, złożone z napęczniałych elementów końcowych o szerokości do 35 µm. Strzępki skórki kapelusza zawierają wewnątrzkomórkowy, niebieski pigment. Brak sprzążek.

## Występowanie i siedlisko
Podano stanowiska głównie w Europie, poza nią pojedyncze w Chile w Ameryce Południowej. W Europie jest szeroko rozprzestrzeniony, ale rzadki, a często nie dostrzegany ze względu na niewielkie rozmiary. W Polsce W. Wojewoda w 2003 r. przytoczył trzy stanowiska, w późniejszych latach podano wiele następnych.
Grzyb naziemny, prawdopodobnie mykoryzowy. Występuje na mszystych łąkach i wśród torfowców na torfowiskach i bagiennych miejscach w otwartych, liściastych lasach. Owocniki od lata do jesieni.